# Bañadero de Caravaca de la Cruz
El Bañadero, más comúnmente denominado Templete, es un bañadero de Caravaca de la Cruz (Región de Murcia, España). Situado en la plaza del Templete de la localidad, es de estilo barroco y planta hexagonal inscrita en una circunferencia. 
Destinado para el ritual del baño de la Santísima y Vera Cruz de Caravaca cada 3 de mayo, acto que viene celebrándose desde 1384 en el marco de las fiestas de Caravaca. El actual templete fue edificado entre 1776 y 1801 por José López.